# Битка при Кластидиум
Битката при Кластидиум (Clastidium днес: Casteggio близо до Вогера) през 222 пр.н.е. е битка от келтските войни (225 – 222 пр.н.е.) на Рим срещу инсубрите в Горна Италия.
Завършва с победа на римляните, които след това завладяват Цизалпийска Галия или долината на По. Командирът на римската войска Марк Клавдий Марцел (консул 222 пр.н.е.) печели spolia opima, понеже сам убил вожда на инсубрите Виридомар. Римляните навлизат в Милано.